# Маммаев, Мисрихан Маммаевич
Мисриха́н Мамма́евич Мамма́ев (род. 1937) — российский искусствовед, археолог, историк, доктор искусствоведения, главный научный сотрудник Института истории, археологии и этнографии Дагестанского научного центра РАН, заслуженный деятель науки Республики Дагестан, член ученого совета Института ИАЭ ДНЦ РАН.

## Биография
В 1955 году Мисрихан Маммаевич окончил среднюю школу.
С 1953 года параллельно с учёбой в школе обучался ювелирному искусству в Кубачинской ювелирной артели «Художник» (ныне Кубачинский художественный комбинат) сначала его учителем был его отец Мамма Маммаев, а затем известный мастер, заслуженный деятель искусств ДАССР, лауреат Государственной премии РСФСР им. И. Е. Репина Г. Г. Чабкаева.
С 1955 по 1957 года работал мастером в той же артели.
С 1957 по 1962 год учился на историческом факультете Дагестанского государственного университета, который окончил с отличием.
Мисрихан Маммаевич прошёл путь от младшего научного сотрудника до заведующего Отделом археологии и главного научного сотрудника.
После окончания института работает в Институте истории, языка и литературы Дагестанского филиала АН СССР (ныне Институт истории, археологии и этнографии Дагестанского научного центра РАН).
Он является членом редколлегии журнала «Вестник Института истории, археологии и этнографии ДНЦ РАН», членом художественно-экспертного совета по народным художественным промыслам при Правительстве Республики Дагестан.
С 1973 по 1992 год Мисрихан Маммаевич работал в Отделе истории искусств Института ИЯЛ ДагФАН СССР.
В 1975 году был избран на должность старшего научного сотрудника этого отдела по специальности «история искусства».
Мисрихан Маммаевич участник многих международных, всероссийских, региональных и республиканских научных конференций, где он выступал с докладами по различным проблемам археологии и истории искусства.
Так же он активно участвует в подготовке кадров высшей квалификации, руководит аспирантами и соискателями, является зам. председателя диссертационного совета по защите докторских диссертаций по отечественной истории, археологии и этнографии Института ИАЭ ДНЦ РАН.

## Научная деятельность
Им опубликовано в республиканских, центральных и зарубежных издательствах более 170 научных работ, в том числе, 8 монографий.
В 1971 году Мисрихан Маммаевич защитил кандидатскую диссертацию на тему «Ремесло Дагестана албано-сарматского и раннесредневекового времени».
В 1962 году участвовал в раскопках Ботлихского поселения и могильника эпохи раннего средневековья и разведках в Хунзахском районе.
С 1965 по 1966 год Мисрихан Маммаевич участвовал в раскопках в зоне строительства Чиркейской ГЭС, где проводились широкомасштабные археологические исследования, которыми он руководил.
В 1967 году он проводил раскопки Андрейаульского городища албано-сарматского и раннесредневекового времени под руководством Д. М. Атаева.
В 1968 году в высокогорном Кулинском районе Дагестана Мисриханом Маммаевичем проводились исследования Цыйшинского поселения и могильника албано-сарматского времени.
Более 10 лет он изучал средневековых памятников искусства в сс. Кубачи, Амузги, Кумух и других населенных пунктах Дахадаевского и Лакского районов.
Так же он участвовал в исследовании Верхнечирюртовского курганного могильника эпохи раннего средневековья.
В 1971 году был руководителем Южного отряда ДАЭ по изучению памятников камнерезного искусства, а также разведочными работами по выявлению археологических памятников в Дахадаевском и Магарамкентском районах Дагестана.
В 1992 году Мисрихан Маммаевич защитил докторскую на тему: «Декоративно-прикладное искусство Дагестана. Истоки и становление».

## Основные публикации
- «Декоративно-прикладное искусство Дагестана: Истоки и становление». — Махачкала, 1989 г.
- «Энциклопедия мировой культуры» (Том VI. Бостон. США, 1994. — Статья «Кубачинцы» на англ. яз.)
- «Народы России. Энциклопедия» (М.: Изд-во «Большая Российская энциклопедия», 1994
- «Народы и расы мира. Энциклопедия» (М.: Изд-во «Большая Российская энциклопедия», 1997)
- «Искусство резьбы по камню в Дагестане». Махачкала, 1999
- «Ислам и исламская культура в Дагестане» (М., 2001)
- «Народные художественные промыслы и декоративно-прикладное искусство Дагестана». Махачкала, 2001
- «Народы Дагестана» (М., 2002) большой серии под названием «Народы и культуры»[1]
- «История и искусство» (Махачкала, 2003. — 19 п.л. Соавторы Г. М. Гусейнов, А. Магомедов, С. Исрапилов)
- «Энциклопедия культур народов Юга России. Т. 1. Народы Юга России» (Ростов-на-Дону, 2005)
- «Очерки по истории и культуре» (Махачкала, 2005. — 20,3 п.л.)
- «Искусство Зирихгерана — Кубачи XIII—XV вв. и его место в системе художественных культур Востока и Запада». Махачкала, 2014[3].